# 불독개미아과
불독개미아과 또는 미르메키아아과(Myrmeciinae)는 개미과에 속하는 곤충 분류군의 하나로서, 한때 전 지구적으로 서식하였으나 지금은 오세아니아, 특히 오스트레일리아에 서식한다. 본래 머메시네아과에 속한 곤충 속은 미르메키아속(불독개미)뿐이었으나 2003년에 속 4개로 나뉘었으며 그중 2개의 속은 멸종하고 한 속은 오직 한 종만이 멸종하지 않았다(공룡개미).

## 하위 분류
- 불독개미속 (Myrmecia) - 94종 포함
- 공룡개미속 (Nothomyrmecia) - 유일종
  - 공룡개미 (Nothomyrmecia macrops)